# Běchovice
Praha-Běchovice (deutsch Biechowitz) ist ein Stadtteil im Osten von Prag. Er zählt zusammen mit Újezd nad Lesy (Aujest am Walde), Klánovice und Koloděje (Kolodei) zum Verwaltungsbezirk Prag 21.

## Geographie
Běchovice liegt östlich von Dolní Počernice, südlich von Svépravice, westlich von Újezd und nördlich von Koloděje und Dubeč. Der Ritschaner Bach und Biechowitzer Bach münden hier in den Moldauzufluss Rokytka.

## Geschichte
1754 wurde eine Station der k.k. Post hier errichtet. 1845 wurde die Bahnstrecke der k.k. Nördliche Staatsbahn in Betrieb genommen. An der Bahnstation kam es am 17. Juni 1848 zu einem Massaker.
1974 wurde der Ort zu Prag eingemeindet.

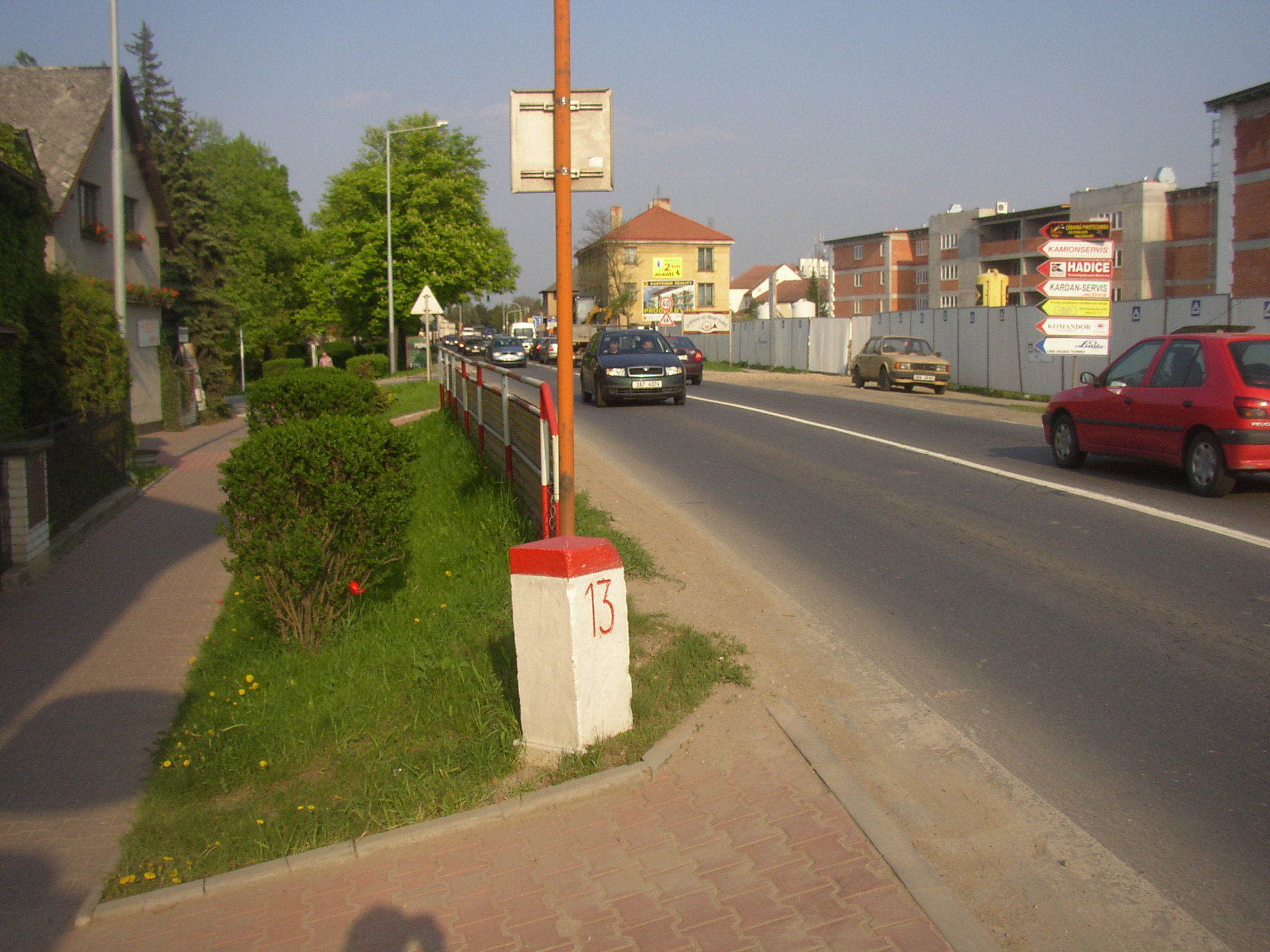
Kilometerstein 13
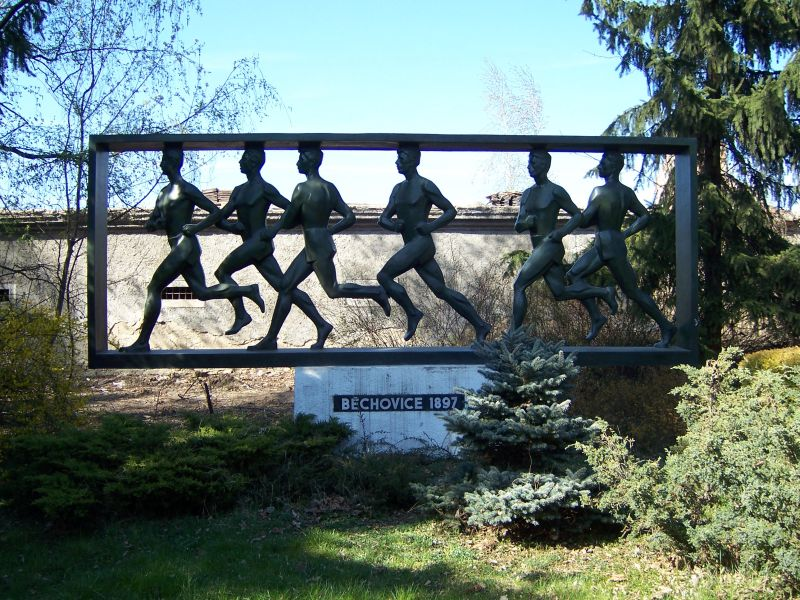
Läuferdenkmal

## Verkehr
Westlich des Ortsteils besteht eine Anschlussstelle der Straße I/12 (von Český Brod kommend) an den Prager Stadtautobahnring (Dálnice 0). Der Bahnhof befindet sich an der Bahnstrecke Česká Třebová–Praha. Weiterhin gibt es drei Bushaltestellen.